# Bliesheimer Mühle

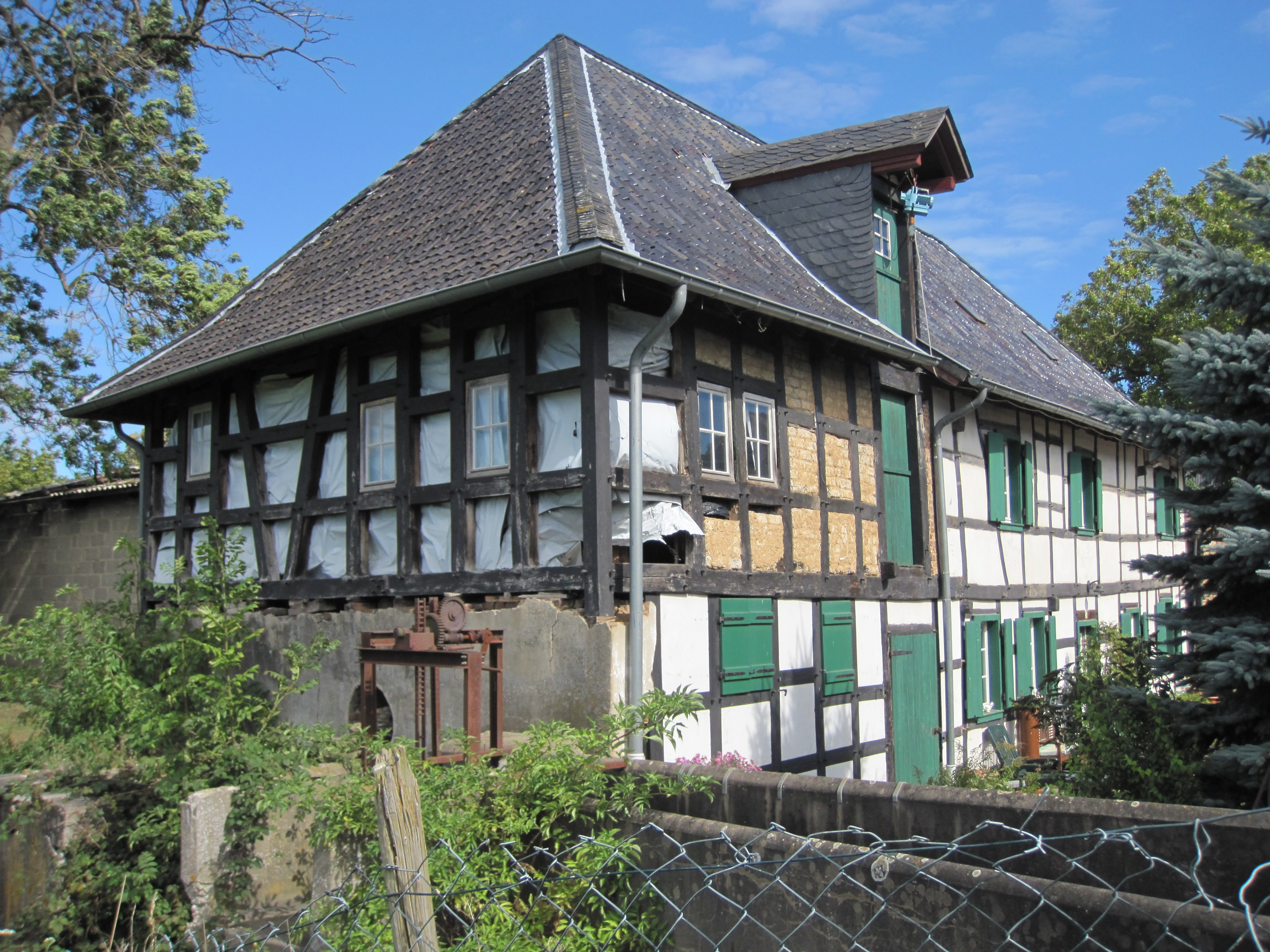

Die Bliesheimer Mühle ist eine weitgehend erhaltene Wassermühle am Liblarer Mühlengraben, einem Nebengerinne der Erft, im Stadtteil Bliesheim von Erftstadt. Sie wird seit geraumer Zeit vom Besitzer restauriert. Nach Erneuerung des Mühlrades und der Restaurierung des Mahlwerks soll wieder Getreide gemahlen und Brot gebacken werden. Die Mühle ist unter Nr. 23 in die Liste der Baudenkmäler in Erftstadt eingetragen.

## Geschichte
Das Dorf Bliesheim wird bereits 1059 in einer vom Papst Nikolaus II. bestätigten Schenkungsurkunde von Besitzungen des Kölner Erzbischofs Annos an das Kölner Stift St. Mariengraden erwähnt. Dies Kloster erwarb dann um 1260 von Ritter Gerhard Kolf von Ahrweiler auch den Fronhof des Ortes und die dazugehörige Bannmühle. Der Mühlenstandort ist also sehr alt. Das Wohnhaus mit angebauter Mühle stammt aus dem 17. und 18., die Wirtschaftsflügel aus dem 19. Jahrhundert. Nach mehreren Besitzerwechseln nach der Säkularisation ist die Mühle seit 1857 im Besitz der heutigen Eigentümerfamilie. Die letzte Restaurierung des Mühlrades war 1942 durchgeführt worden. Die Mühle war dann noch bis Anfang der 1970er Jahre als Schrotmühle in Betrieb.

## Baubeschreibung
Das Walmdach des doppelstöckigen Fachwerkhauses wurde wieder mit den denkmalkonformen rheinischen Hohlpfannen gedeckt. Die Gefache zwischen den Ständern wurden wieder mit Geflecht und Bewurf mit einem Lehm-Sand-Strohgemisch ausgefacht. Der Wohnbereich weist Kölner Decken auf.  Im rückwärtigen Teil des Gebäudes war eine Backstube eingerichtet, die heute zum Wohnbereich genommen wurde.

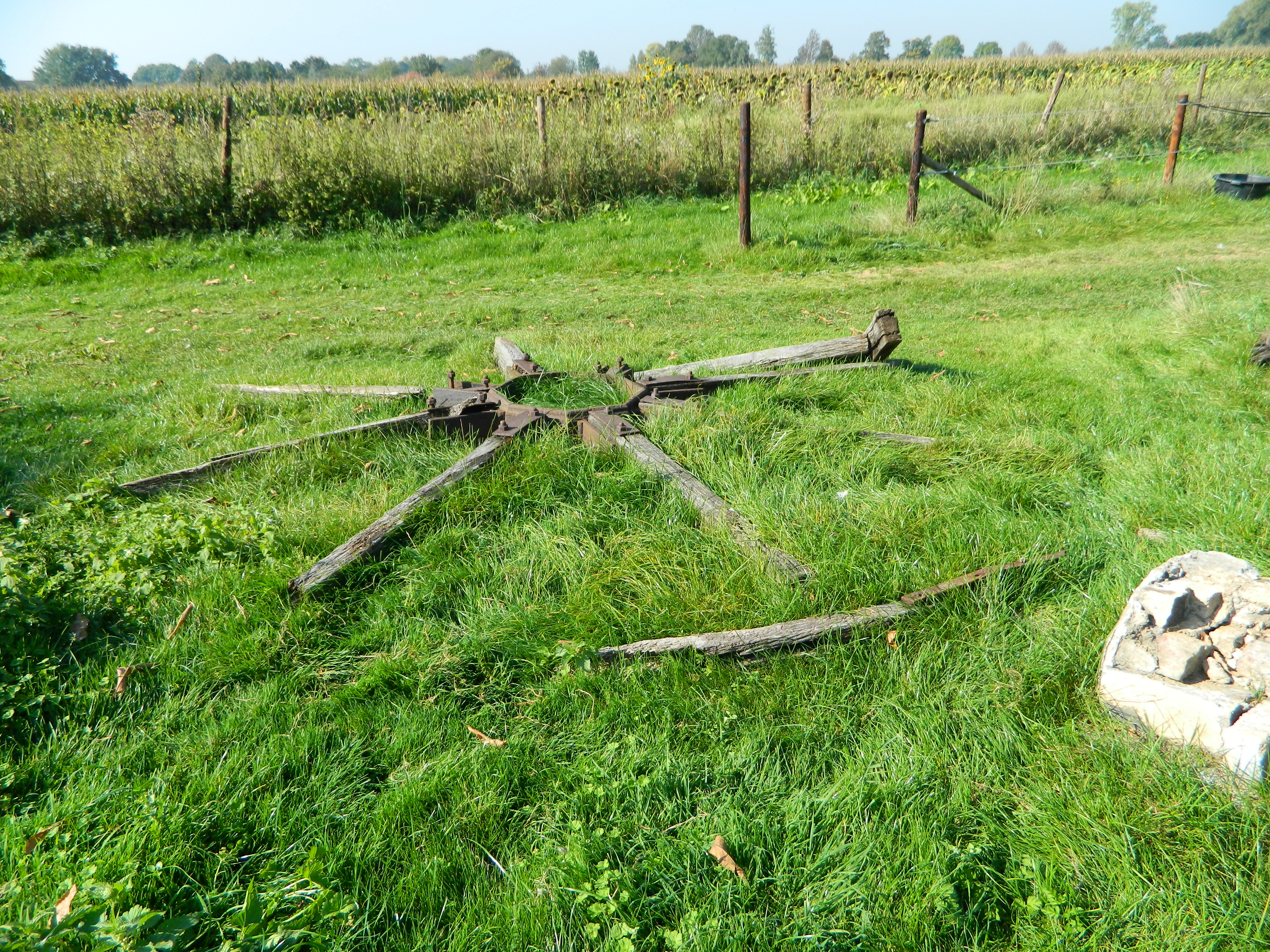
Das alte Mühlenrad

## Mühlentechnik
Die Mühle wurde durch ein mittelschlächtiges Wasserrad angetrieben, das die Form eines Strauberrades (mit sträubig = senkrecht stehenden Schaufeln) hatte. Es gibt im Erdgeschoss ein Doppelmahlwerk und im ersten Stock einen weiteren Mahlgang. Die Mühle hatte zusätzlich einen Elektromotor, der bis 1973 funktionierte.

## Restaurierung
Das Gebäude wurde bereits ab 1989 durch die Eigentümer hergerichtet. Es bleibt das Mahlwerk. Für das Holz des mittelschlächtigen Mühlrades, insbesondere für die Radwelle, die aus einem 4,50 Meter langen Eichenstamm gesägt werden muss, sind etwa 20.000 Euro nötig. Die alten Beschläge sind noch brauchbar. Für die gesamte Restaurierung wird wohl eine halbe Million Euro veranschlagt. Spender und Sponsoren sollen durch einen Förderverein beschafft werden. Dazu rechnet man mit staatlichen Zuschüssen.

## Nutzung
Die Bliesheimer Mühle gehört zum Naturpark Rheinland. Dessen Informationszentrum, die Gymnicher Mühle, liegt entgegengesetzt am nordwestlichen Rand von Erftstadt an der „kleinen Erft“. Die Mühlen werden vom Mühlenverband Rhein-Erft-Rur touristisch vermarktet. Die Bliesheimer Mühle ist eine von acht teilweise erhaltenen Mühlen im Stadtgebiet der Erftstadt. Sieben davon liegen auf der Mühlenroute 2, die an der Bliesheimer Mühle beginnt. Keine der anderen Mühlen hat noch ihr Mahlwerk. Der Mühle angeschlossen ist ein Hofladen. Sie kann während der Öffnungszeiten des Ladens besichtigt werden.